# FC Stade-Lausana-Ouchy
El Lausana Ouchy (oficialmente FC Stade-Laussane-Ouchy) es un equipo de fútbol de Suiza que juega en la Challenge League, la segunda división de fútbol en el país.

## Historia
Fue fundado en el año 2001 en la ciudad de Lausana tras la fusión de los equipos FC Stade-Laussane y FC Ouchy con el fin de crear a un equipo que pudiera ser más competitivo.
Desde el inicio participó en la cuarta división nacional donde logra el ascenso a la Promotion League en la temporada 2016/17, participando en la tercera división nacional por dos años hasta que logra ser campeón de liga en la temporada 2018/19, por lo que logra el ascenso a la Challenge League por primera vez en su historia.

## Palmarés
- Promotion League: 1

2018/19